# Pierre Maille (homme politique, 1947)
Pour les articles homonymes, voir Pierre Maille et Maille.
Pierre Maille, né le 14 juin 1947 à Fréjus dans le département du Var, est un homme politique français. Il est maire de Brest et président du conseil général du Finistère.

## Biographie
Ancien élève de l'École normale supérieure de Cachan (promotion 1967) et agrégé de sciences physiques, Pierre Maille est élu conseiller municipal de la ville de Brest en 1977 et devient premier adjoint au maire. À la suite du décès de Francis Le Blé, il est élu maire de Brest et président de la Communauté Urbaine de 1982 à 1983, puis à nouveau de 1989 à 2001.
En 1985, Pierre Maille est élu conseiller général du canton de Brest-Recouvrance et devient le premier président socialiste et franc maçon du conseil général du Finistère en 1998.
Réélu président du conseil général du Finistère en 2001, il ne se représente pas à la mairie de Brest mais conserve une vice-présidence de la communauté urbaine chargée du Pays de Brest jusqu’en 2004 aux côtés de François Cuillandre.
Il préside le parc naturel marin d’Iroise depuis 2007 et représente l’Assemblée des départements de France au Comité des Régions de l’Union Européenne à Bruxelles depuis 2008 (Commission NAT et Commission EDUC).
Il est réélu en 2011 à la présidence du conseil général. Il ne se représente pas aux élections départementales de 2015.

## Vie politique
Durant son mandat de maire de Brest, Pierre Maille a contribué, par le développement de nombreux projets, à changer l'image de la ville. À commencer par un équipement qui rayonne toujours depuis 25 ans : Océanopolis.
Père fondateur de cet aquarium à vocation culturelle et scientifique, Pierre Maille a confié la gestion de cet équipement dès 1989 à la SOPAB (société d’économie mixte qui gère Océanopolis, mais aussi Le Quartz, le parc de Penfeld, la Recouvrance, la patinoire du Rinkla Stadium, les parcs publics de stationnement de la ville…).

## Décorations
Il est officier de l'Ordre national de la Légion d'honneur et chevalier de l’Ordre des Palmes académiques.

## Synthèse des mandats et fonctions
- Président (PS) du conseil général du Finistère (1998-2015)
- Conseiller général (PS) du Finistère (1985-2015)
- Maire (PS) de Brest (Finistère) (1982-1983 et 1989-2001)
- Président de la Communauté Urbaine de Brest, aujourd'hui Brest métropole (1982-1983 et 1989-2001)
- Président du Centre de documentation de recherche et d'expérimentation sur les pollutions accidentelles des eaux (CEDRE - 1997-2009)
- Président du Parc naturel marin d'Iroise (depuis 2007)
- Membre du Comité des Régions de l’Union européenne, représentant l'Assemblée des Départements de France (depuis 2008)